# فلاویو آلفارو (بازیکن بیسبال)
فلاویو آلفارو (انگلیسی: Flavio Alfaro; ۲۶ اکتبر ۱۹۶۱ – ۲۷ ژانویهٔ ۲۰۲۱) بازیکن بیسبال اهل ایالات متحده آمریکا بود.